# Cædmon

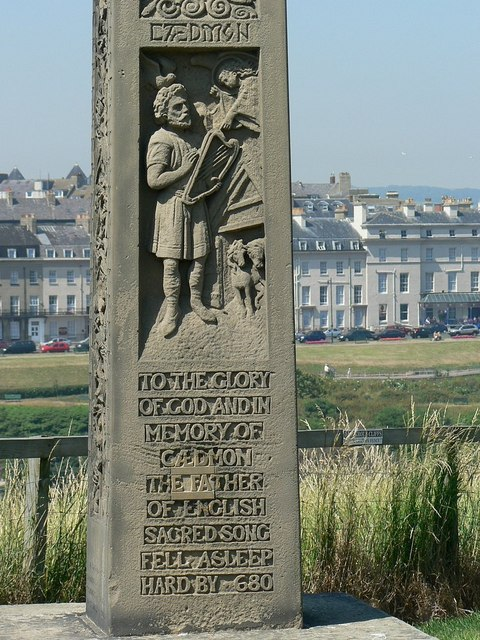
Monumento a Caedmon nella città di Whitby.

Cædmon (VII secolo – 680 circa) è stato un poeta anglosassone.

## Biografia
Cædmon è uno dei primi poeti inglesi di cui si abbia notizia.

Pastore di origini anglosassoni presso il monastero di Streonæshalch (Whitby), non aveva ricevuto alcuna educazione sulla cosiddetta “arte della canzone”, ma si crede che abbia imparato a comporre versi una notte, durante un sogno. Più tardi divenne un monaco zelante e poeta religioso raffinato.
È uno dei dodici poeti anglosassoni riconosciuti dalle fonti medievali e uno dei pochi di cui sono pervenute tracce biografiche ed esempi di produzione letteraria. La sua storia è narrata nell'Historia ecclesiastica gentis Anglorum del Venerabile Beda, che scrisse: «(…) in questo monastero viveva un fratello particolarmente considerevole per la grazia di Dio, che fu portato a scrivere versi sacri, così che qualsiasi passo egli traesse dalle Sacre Scritture, lo trasformava in espressioni poetiche in lingua inglese, sua lingua nativa. Versi di tale dolcezza e umiltà, che le menti di molti furono spesso indotte a disprezzare il mondo e aspirare al Cielo».

## L'Inno di Cædmon

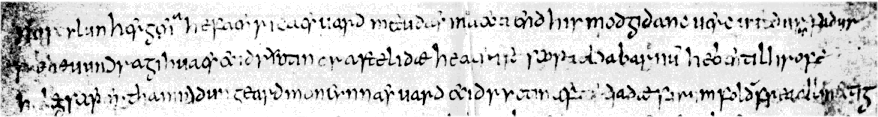
Uno dei testimoni più antichi dell'Inno di Cædmon, presente nel manoscritto Moore Bede (737 ca.), conservato presso la Cambridge University Library (Kk. V. 16).

L'unica opera di Cædmon pervenuta fino a noi è il Cædmon's Hymn (Inno di Cædmon), una preghiera dialettale in nove versi composta in onore di Dio, probabilmente frutto di quel sogno ispiratore. La poesia è uno dei primi esempi accertati di "Old English" ed è anche uno dei primi in lingua germanica.

I 9 versi dell'Inno sono riportati nella Historia ecclesiastica gentis Anglorum di Beda in latino, ma nei testimoni di questo testo vengono riportate a margine, oppure sotto il testo, o in alcuni casi nel testo stesso, la versione originale in northumbrico o quella in sassone occidentale.
Il testo dell'Inno di Cædmon:
| Testo in northumbrico | Testo in sassone occidentale | Testo in latino dalla H.E. di Beda | Traduzione in italiano |
| --- | --- | --- | --- |
| Nū scylun hergan hefaenrīces Uard, Metudæs maecti end his mōdgidanc, uerc Uuldurfadur, suē hē uundra gihuaes, ēci dryctin, ōr āstelidæ. Hē āērist scōp aelda barnum heben til hrōfe, hāleg Scepen. Thā middungeard moncynnæs Uard, ēci Dryctin, æfter tīadæ firum foldu, Frēa allmectig. | Nū sculon herigean heofonrīces Weard, Meotedes meahte ond his mōdgeþanc, weorc Wuldorfæder, swā he wundra gihwæs, ēce Drihten, ōr onstealde. Hē ǣrest sceōp eorðan bearnum heofon tō hrōfe, hālig Scyppend. Þā middangeard moncynnes Weard, ēce Drihten, æfter tēode firum foldan, Frēa ælmihtig. | Nunc laudare debemus auctorem regni caelestis, potentiam creatoris et consilium illius, facta Patris gloriae: quomodo ille, cum sit aeternus Deus, omnium miraculorum auctor exstitit; qui primo filiis hominum caelum pro culmine tecti dehinc terram custos humani generis omnipotens creavit. | Ora dobbiamo onorare il guardiano del regno dei cieli, le forze del creatore e il suo progetto, l'opera del padre della gloria, così come egli, l'eterno signore, ha ordinato l'origine di ciascuna delle meraviglie. Egli, il santo creatore, per prima cosa creò il cielo come tetto per i figli degli uomini; il custode della famiglia degli uomini, l'eterno signore, il signore onnipotente, dopo costruì la terra di mezzo, la terra per gli uomini. |

### Il problema delle varianti
Al V verso troviamo due varianti testuali, presenti entrambe nella tradizione diretta dell'Inno - aelda barnum ("figli degli uomini") e eorðan bearnum ("figli della terra") -, mentre la tradizione indiretta, rappresentata dalla traduzione in latino del Venerabile Beda, riporta filiis hominum ("figli degli uomini"). L'indiscussa autorità di Beda e l'antichità della sua testimonianza hanno talvolta fatto preferire la variante "figli degli uomini" (aelda barnum / ylda barnum), che è di ascendenza biblica ed attestata anche in poesia (per esempio nel Beowulf), alla variante "figli della terra" (eorðan bearnum / eordu bearnum), che non è conservata altrove al di fuori dell'Inno. Nel 1946 C.L.Wrenn aveva sostenuto la possibilità di assumere come lectio difficilior più vicina all'originale la variante "figli della terra" (eorðan bearnum / eordu bearnum), e la variante "figli degli uomini" (aelda barnum / ylda barnum) come una modificazione lessicale suggerita dalla sua associazione con Beda e con la Bibbia.

Secondo la prima delle due ipotesi, il testo viene considerato il prodotto della tradizione latino-cristiana e si scartano le banalizzazioni e le forme che semplificano le espressioni bediane. Secondo l'ipotesi di Wrenn, invece, Beda volle sostituire a espressioni niente affatto ortodosse (come "figli della terra"), espressioni di sicura ascendenza biblica e cristiana ("figli degli uomini"). Un altro esempio può essere considerata la resa in latino di hefaenrīces Uard / heofonrīces Weard ("Guardiano del regno dei cieli") con auctorem regni caelestis ("autore, creatore del regno celeste"), che contraddistingue nettamente l'intervento diretto di Dio nella creazione del mondo ex nihilo dall'atto di semplice tutela e salvaguardia di una realtà esterna già esistente.

### Tradizione manoscritta
A differenza della maggior parte dei testi poetici anglosassoni, la cui tradizione manoscritta è molto povera, l'Inno di Cædmon è preservato in non meno di 17 manoscritti, risalenti ai secoli compresi tra l'VIII e il XV. Dei 17 testimoni esistenti, 4 riportano la versione in northumbrico e i restanti 13 la versione in sassone occidentale. Tra i principali testimoni.
per la versione northumbrica:
- Ms. Kk.V.16 (anche Moore Bede), Biblioteca dell'Università di Cambridge, Cambridge
- Ms. Lat. Q.V.I.18 (anche Leningrad Bede), Biblioteca pubblica, San Pietroburgo
- Ms. 574 [334], Bibliothèque Municipale, Digione
- Cod. lat. 5237, Bibliothèque Nationale, Parigi

per la versione in sassone occidentale:
- Ms. Tanner 10, Bodleian Library, Oxford
- Ms. Cotton Otho B.XI, British Museum, Londra
- Ms. 279, Corpus Christi College, Oxford
- Ms. K.k.III.18, Biblioteca dell'Università di Cambridge, Cambridge
- Ms. 41, Corpus Christi College, Cambridge
- Ms. Hatton 43, Bodleian Library, Oxford
- Ms. della Cattedrale di Winchester
- Ms. Bodley 163, Bodleian Library, Oxford
- Ms. Lat.31, Lincoln College, Oxford
- Ms. 105, Magdalen College, Oxford
- Ms. R.5.22, Trinity College, Cambridge
- Ms. Laud Misc.243, Bodleian Library, Oxford
- Ms. P.5.1, Cattedrale di Hereford